# Deutsche Wasserball-Liga 2011/12
Die Saison 2011/12 der Deutschen Wasserball-Liga begann am 22. Oktober 2011 mit der Hauptrunde und endete mit der Titelverteidigung der Wasserfreunde Spandau 04 mit einem Erfolg im Finale über den ASC Duisburg. Der Rekordmeister aus Spandau sicherte sich damit seinen 32. Titel seit 1979. Nach dem Rückzug des SV Würzburg 05 stieg der Neuling SpVg Laatzen wieder in die 2. Wasserball-Liga ab.

## Modus
Die Spiele wurden nach dem Rundensystem mit Hauptrunde (Hin- und Rückspiel), Qualifikationsrunde (Best-of-Five) sowie Meisterschaftsrunde (Play-off-Endrunde) und Abstiegsrunde (Play-down-Endrunde) von Mitte Oktober 2011 bis Anfang Juni 2012 ausgetragen.

## Hauptrunde
Gespielt wurde in zwei Gruppen zu je acht Mannschaften in einer einfachen Runde mit Hin- und Rückspiel. In der Gruppe A, der die besten acht Mannschaften der Vorsaison angehörten, qualifizierten sich die ersten vier direkt für die Play-off-Endrunde. Die letzten vier der Gruppe A mussten in eine Qualifikationsrunde mit den ersten vier Mannschaften der Gruppe B. Für die letzten vier Mannschaften der Gruppe B ging es direkt in die Play-down-Endrunde.

### Gruppe A

#### Abschlusstabelle
| Pl. | Verein                         | Sp. | S  | U | N  | Tore    | Diff. | Punkte |
| --- | ------------------------------ | --- | -- | - | -- | ------- | ----- | ------ |
| 1.  | Wasserfreunde Spandau 04 (M,P) | 14  | 14 | 0 | 0  | 216:740 | +142  | 28:0   |
| 2.  | ASC Duisburg                   | 14  | 12 | 0 | 2  | 176:880 | +88   | 24:40  |
| 3.  | SG W98/Waspo Hannover          | 14  | 6  | 2 | 6  | 121:121 | ±0    | 14:14  |
| 4.  | OSC Potsdam (A-B)              | 14  | 6  | 1 | 7  | 092:145 | −53   | 13:15  |
| 5.  | SV Bayer Uerdingen 08          | 14  | 5  | 1 | 8  | 113:112 | +1    | 11:17  |
| 6.  | SV Weiden                      | 14  | 4  | 3 | 7  | 106:162 | −56   | 11:17  |
| 7.  | SC Wedding Berlin              | 14  | 2  | 2 | 10 | 110:163 | −53   | 06:22  |
| 8.  | SV Würzburg 05                 | 14  | 2  | 1 | 11 | 073:142 | −69   | 05:23  |

 Teilnehmer an der Qualifikationsrunde Gruppe A – Gruppe B 
 (M) amtierender Meister 
 (P) amtierender Pokalsieger 
 (A-B) Aufsteiger aus der Gruppe B der vorherigen Saison

#### Kreuztabelle
Die Kreuztabelle stellt die Ergebnisse aller Spiele dieser Saison dar. Die Heimmannschaft ist in der linken Spalte aufgelistet und die Gastmannschaft in der obersten Reihe.
| Gruppe A 22. Oktober 2011 – 11. März 2012 | Gruppe A 22. Oktober 2011 – 11. März 2012 | Wasserfreunde Spandau 04 | ASC Duisburg | SG W98/Waspo Hannover | OSC Potsdam | SV Bayer Uerdingen 08 | SVW   | SC Wedding Berlin | SV Würzburg 05 |
| ----------------------------------------- | ----------------------------------------- | ------------------------ | ------------ | --------------------- | ----------- | --------------------- | ----- | ----------------- | -------------- |
| 01.                                       | Wasserfreunde Spandau 04                  |                          | 12:50        | 15:50                 | 20:20       | 8:2                   | 19:70 | 20:60             | 17:30          |
| 02.                                       | ASC Duisburg                              | 8:9                      |              | 10:80                 | 12:20       | 11:80                 | 22:40 | 16:60             | 13:20          |
| 03.                                       | SG W98/Waspo Hannover                     | 07:14                    | 05:11        |                       | 7:8         | 09:10                 | 10:60 | 13:60             | 5:5            |
| 04.                                       | OSC Potsdam                               | 08:22                    | 05:15        | 8:9                   |             | 07:10                 | 10:10 | 8:7               | 4:3            |
| 05.                                       | SV Bayer Uerdingen 08                     | 5:6                      | 09:11        | 5:9                   | 7:8         |                       | 9:5   | 15:50             | 9:5            |
| 06.                                       | SV Weiden                                 | 04:17                    | 04:15        | 8:8                   | 07:10       | 12:90                 |       | 13:11             | 10:80          |
| 07.                                       | SC Wedding Berlin                         | 07:16                    | 08:12        | 08:14                 | 11:60       | 9:9                   | 9:9   |                   | 10:40          |
| 08.                                       | SV Würzburg 05                            | 05:21                    | 06:15        | 07:12                 | 5:6         | 7:6                   | 5:7   | 8:7               |                |

### Gruppe B

#### Abschlusstabelle
| Pl. | Verein                                 | Sp. | S  | U | N  | Tore    | Diff. | Punkte |
| --- | -------------------------------------- | --- | -- | - | -- | ------- | ----- | ------ |
| 1.  | SV Cannstatt                           | 14  | 13 | 0 | 1  | 165:103 | +62   | 26:20  |
| 2.  | SSV Esslingen (A-A)                    | 14  | 9  | 1 | 4  | 158:127 | +31   | 19:90  |
| 3.  | SV Krefeld 72                          | 14  | 8  | 2 | 4  | 114:111 | +3    | 18:10  |
| 4.  | SG Neukölln Berlin                     | 14  | 7  | 1 | 6  | 145:130 | +15   | 15:13  |
| 5.  | Wasserball-Union Magdeburg             | 14  | 7  | 1 | 6  | 139:132 | +7    | 15:13  |
| 6.  | Duisburger SV 98                       | 14  | 3  | 3 | 8  | 115:141 | −26   | 09:19  |
| 7.  | SpVg Laatzen (N)                       | 14  | 2  | 1 | 11 | 118:163 | −45   | 05:23  |
| 8.  | SGW Rhenania Köln/BW Poseidon Köln (N) | 14  | 2  | 1 | 11 | 111:158 | −47   | 05:23  |

 Teilnehmer an der Qualifikationsrunde Gruppe A – Gruppe B 
 (N) Aufsteiger aus der 2. Wasserball-Liga 
 (A-A) Absteiger aus der Gruppe A der vorherigen Saison

#### Kreuztabelle
Die Kreuztabelle stellt die Ergebnisse aller Spiele dieser Saison dar. Die Heimmannschaft ist in der linken Spalte aufgelistet und die Gastmannschaft in der obersten Reihe.
| Gruppe B 29. Oktober 2011 – 11. März 2012 | Gruppe B 29. Oktober 2011 – 11. März 2012 | SV Cannstatt | SSV Esslingen | SV Krefeld 72 | SG Neukölln Berlin | Wasserball-Union Magdeburg | Duisburger SV 98 | SpVg Laatzen | Köln  |
| ----------------------------------------- | ----------------------------------------- | ------------ | ------------- | ------------- | ------------------ | -------------------------- | ---------------- | ------------ | ----- |
| 01.                                       | SV Cannstatt                              |              | 11:70         | 6:5           | 11:10              | 10:70                      | 14:60            | 13:50        | 20:70 |
| 02.                                       | SSV Esslingen                             | 07:10        |               | 12:80         | 10:14              | 12:60                      | 16:11            | 14:50        | 16:60 |
| 03.                                       | SV Krefeld 72                             | 8:6          | 11:80         |               | 9:7                | 13:50                      | 5:5              | 14:60        | 9:7   |
| 04.                                       | SG Neukölln Berlin                        | 5:8          | 9:9           | 7:8           |                    | 11:80                      | 8:6              | 10:80        | 20:11 |
| 05.                                       | Wasserball-Union Magdeburg                | 11:12        | 8:9           | 18:90         | 17:90              |                            | 9:6              | 11:90        | 11:90 |
| 06.                                       | Duisburger SV 98                          | 09:10        | 10:15         | 7:8           | 11:17              | 7:7                        |                  | 12:12        | 7:6   |
| 07.                                       | SpVg Laatzen                              | 11:19        | 12:14         | [ B 1 ]       | 03:11              | 09:13                      | 8:9              |              | 15:11 |
| 08.                                       | SGW Rhenania Köln/BW Poseidon Köln        | 05:15        | 6:9           | 7:7           | 11:70              | 7:8                        | 6:9              | 12:50        |       |

1. ↑   Am 11. Spieltag trat Krefeld nach einer Buspanne nicht mehr in Laatzen an: Wertung 2:0 Punkte und 10:0 Tore für Laatzen.

## Qualifikationsrunde Gruppe A – Gruppe B
In der Qualifikationsrunde wurden die letzten vier Teilnehmer für die Play-off bzw. Play-down Endrunde ermittelt. Dabei trafen die letzten vier der Gruppe A auf die besten vier Mannschaften der Gruppe B. Die vier Sieger sicherten sich außerdem noch den Startplatz in der Gruppe A zur Folgesaison.
Modus: Best-of-Five
Termine: 14./15. April 2012 (1. Spiel), 21. April 2012 (2. Spiel), 22. April 2012 (3. Spiel), 27. April 2012 (4. Spiel) und 29. April 2012 (5. Spiel)
Die Mannschaften der Gruppe B hatten im 1. und 4. Spiel Heimrecht.
|           | Paarung            | Paarung | Paarung               | 1.    | 2.    | 3.    | 4.    | 5.    |
| --------- | ------------------ | ------- | --------------------- | ----- | ----- | ----- | ----- | ----- |
| 1.B – 8.A | SV Cannstatt       | –       | SV Würzburg 05        | 12:90 | 8:6   | 10:11 | 8:5   | –––   |
| 2.B – 7.A | SSV Esslingen      | –       | SC Wedding Berlin     | 7:6   | 7:9   | 05:12 | 15:12 | 11:12 |
| 3.B – 6.A | SV Krefeld 72      | –       | SV Weiden             | 3:6   | 08:11 | 6:8   | –––   | –––   |
| 4.B – 5.A | SG Neukölln Berlin | –       | SV Bayer Uerdingen 08 | 08:12 | 7:8   | 03:13 | –––   | –––   |

 Cannstatt, Wedding, Weiden und Uerdingen qualifizierten sich für die Playoff-Endrunde und spielen zur Saison 2012/13 in der Gruppe A.

## Play-down

### 1. Runde
Modus: Best-of-Three
Termine: 9. Mai 2012 (1. Spiel), 12. Mai 2012 (2. Spiel) und 13. Mai 2012 (3. Spiel)
Die erstgenannte Mannschaft hatte nur im 1. Spiel Heimrecht.
| Paarung                            | Paarung | Paarung            | 1.    | 2.    | 3.    |
| ---------------------------------- | ------- | ------------------ | ----- | ----- | ----- |
| SGW Rhenania Köln/BW Poseidon Köln | –       | SV Würzburg 05 *   | 08:14 | 08:16 | –––   |
| SpVg Laatzen                       | –       | SSV Esslingen      | 4:6   | 07:11 | –––   |
| Duisburger SV 98                   | –       | SV Krefeld 72      | 11:10 | 4:7   | 09:11 |
| Wasserball-Union Magdeburg         | –       | SG Neukölln Berlin | 13:14 | 08:14 | –––   |

 Absteiger 
 (*) Der fünfmalige deutsche Meister SV Würzburg 05 zog sich nach der Saison wegen personeller Schwächungen aus der Deutschen Wasserball-Liga zurück.

### 2. Runde
Modus: Best-of-Five
Termine: 17. Mai 2012 (1. Spiel), 19. Mai 2012 (2. Spiel), 20. Mai 2012 (3. Spiel), 23. Mai 2012 (4. Spiel) und 26. Mai 2012 (5. Spiel)
Die erstgenannte Mannschaft hatte im 1. und 4. Spiel Heimrecht.
| Paarung                               | Paarung | Paarung                    | 1.    | 2.    | 3.    | 4.  | 5.  |
| ------------------------------------- | ------- | -------------------------- | ----- | ----- | ----- | --- | --- |
| SGW Rhenania Köln/BW Poseidon Köln ** | –       | Wasserball-Union Magdeburg | 11:12 | 04:10 | 04:15 | ––– | ––– |
| SpVg Laatzen                          | –       | Duisburger SV 98           | 9:8   | 07:10 | 02:11 | 6:3 | 6:7 |

 Absteiger in die 2. Wasserball-Liga 
 (**) Die sportlich abgestiegenen Kölner klagten gegen die Wertung des in der Hauptrunde ausgefallenen Spiels Laatzen gegen Krefeld. Durch einen Verstoß gegen die Wettkampf- und Durchführungsbestimmungen des DSV wurden die Kölner benachteiligt. Nach einer gütlichen Einigung zwischen dem Klub und dem DSV, wurde den Domstädtern der weitere Verbleib im Oberhaus zugesichert. Daraufhin gingen in der folgenden Saison siebzehn Mannschaften an den Start.

## Play-off

### Viertelfinale
Modus: Best-of-Three
Termine: 9. Mai 2012 (1. Spiel) und 12. Mai 2012 (2. Spiel)
Die erstgenannte Mannschaft hatte nur im 1. Spiel Heimrecht.
| Paarung               | Paarung | Paarung                  | 1.    | 2.    | 3.  |
| --------------------- | ------- | ------------------------ | ----- | ----- | --- |
| SV Cannstatt          | –       | Wasserfreunde Spandau 04 | 4:9   | 03:24 | ––– |
| SC Wedding Berlin     | –       | ASC Duisburg             | 09:10 | 06:15 | ––– |
| SV Weiden             | –       | SG W98/Waspo Hannover    | 5:8   | 5:8   | ––– |
| SV Bayer Uerdingen 08 | –       | OSC Potsdam              | 18:40 | 12:60 | ––– |

### Halbfinale
Modus: Best-of-Three
Termine: 17. Mai 2012 (1. Spiel) und 19. Mai 2012 (2. Spiel)
Die erstgenannte Mannschaft hatte im 1. Spiel Heimrecht.
| Paarung               | Paarung | Paarung                  | 1.    | 2.    | 3.  |
| --------------------- | ------- | ------------------------ | ----- | ----- | --- |
| SV Bayer Uerdingen 08 | –       | Wasserfreunde Spandau 04 | 07:11 | 04:13 | ––– |
| SG W98/Waspo Hannover | –       | ASC Duisburg             | 07:11 | 06:12 | ––– |

### Spiel um Platz 3
Modus: Best-of-Three
Termine: 30. Mai 2012 (Uerdingen), 2. Juni 2012 (Hannover) und 3. Juni 2012 (Hannover)
| Paarung               | Paarung | Paarung               | 1.   | 2.   | 3.  |
| --------------------- | ------- | --------------------- | ---- | ---- | --- |
| SV Bayer Uerdingen 08 | –       | SG W98/Waspo Hannover | 10:9 | 4:12 | 6:9 |

### Finale
Modus: Best-of-Five
Termine: 30. Mai 2012 (Duisburg), 2. Juni 2012 (Berlin) und 3. Juni 2012 (Berlin)
| Paarung      | Paarung | Paarung                  | 1.   | 2.   | 3.   | 4.  | 5.  |
| ------------ | ------- | ------------------------ | ---- | ---- | ---- | --- | --- |
| ASC Duisburg | –       | Wasserfreunde Spandau 04 | 7:13 | 7:14 | 6:11 | ––– | ––– |

 Deutscher Meister

## Die Meistermannschaft
| 1.                                | Wasserfreunde Spandau 04 |
| Logo der Wasserfreunde Spandau 04 | - Tor: Alexander Tchigir, Tim Höhne - Feldspieler: Erik Bukowski, Fabian Schroedter, Florian Naroska, Hannes Schulz, Tobias Gietz, Marc Politze , Marko Bolović, Erik Miers, Andreas Schlotterbeck, Moritz Oeler, Dennis Eidner, Marko Stamm, Maurice Jüngling, Petar Marković - Trainer: Nebojša Novoselac |